# Rosarno
Rosarno – miejscowość i gmina we Włoszech, w regionie Kalabria, w prowincji Reggio Calabria.
Według danych na rok 2004 gminę zamieszkiwało 15 058 osób, 386,1 os./km².